# Meskiangnana
Meskiangnana o Meš-ki-aĝ-nuna va ser rei d'Ur i el segon rei de la primera dinastia d'Ur que governava Sumer. Era fill i successor de Mesannepada.
La llista de reis sumeris li assigna un regnat de 36 anys. Cronològicament se situa a la meitat del tercer mil·lenni aC. Va ser el darrer rei d'aquesta dinastia que portava nom sumeri, i els seus successors (Elulu i després Balulu) ja porten un nom semita accadi.